# Ванцлебен-Берде
Ванцлебен-Берде (њем. Wanzleben-Börde) град је у њемачкој савезној држави Саксонија-Анхалт. Једно је од 35 општинских средишта округа Берде. Посједује регионалну шифру (AGS) 15083531.

## Географски и демографски подаци
Површина општине износи 162,6 km². У самом граду је, према процјени из 2010. године, живјело 13.082 становника. Просјечна густина становништва износи 80 становника/km².